# Maure au bloc d'émeraude

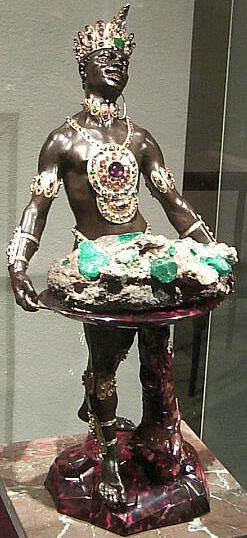
Le Maure au bloc d'émeraude

Le Maure au bloc d'émeraude est une statue de Balthasar Permoser. Elle représente un maure tenant un plat dans lequel se trouve un bloc d'émeraude. Aujourd'hui elle se trouve au Grünes Gewölbe de Dresde.

## Histoire
La statue a été créée par les graveurs Balthasar Permoser et Wilhelm Krüger, ainsi que par Johann Melchior Dinglinger aux alentours de 1724. L’empereur Rudolph fit cadeau du bloc d'émeraude au prince électeur de Saxe Auguste en 1581. Toutes les émeraudes de la statue proviennent des mines de Chivor-Somondoco en Colombie. Balthasar Permoser créa donc cette statue sur l'ordre d'Auguste II le Fort pour mettre en valeur cette merveille de la nature. L'homme représenté n'est pas un Africain comme on pourrait le penser mais un Indien d'Amérique. En effet, les bijoux qu'il porte et sa couronne de plumes sont caractéristiques de ces populations. Il est fort probable que Permoser se soit inspiré de deux princes américains, arrivés en Saxe en 1722 comme prisonniers de guerre. 

## Description
La statue est faite de bois de poirier laqué et d'argent doré. Elle est décorée d'émeraudes, de rubis, de saphirs, de grenats et d’almandins. Le plat dans lequel est placé le bloc d'émeraude est fait d'écailles de tortue. Les dimensions de la statue et de son socle sont de 63,8*29,0*31,0 cm et sa hauteur est de 58 cm environ, sans la couronne.